# Vlieter-incident

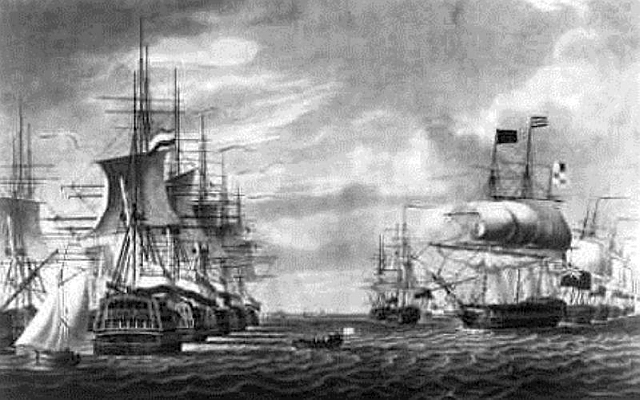
Overgave van het Texeleskader aan een Brits-Russische vloot in de Vlieter, 30 augustus 1799.

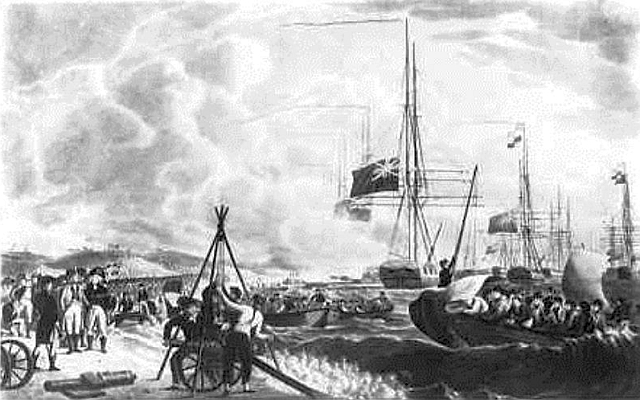
Overgave van het Texeleskader aan een Brits-Russische vloot in de Vlieter, 1799.

Het Vlieter-incident op 30 augustus 1799 was de overgave van een Nederlands eskader aan de Britse vloot, zonder dat er ook maar een enkel schot gelost werd. Het incident vond plaats in de Vlieter, een vaargeul in de Waddenzee, tijdens de Brits-Russische inval in Noord-Holland.
De capitulatie was de genadeslag voor de Nederlandse vloot, die daarna geen verdere rol van betekenis meer zou spelen in de Franse revolutionaire en napoleontische oorlogen. De bevelhebber van het eskader, viceadmiraal Samuel Story, zou later uit Nederland verbannen worden.

## Achtergrond
In 1794, tijdens de Eerste Coalitieoorlog, vielen revolutionaire Franse troepen de Republiek der Zeven Verenigde Nederlanden binnen. Stadhouder Willem V vluchtte naar Engeland en de patriotten riepen in Nederland de Bataafse Republiek uit. De Nederlanders wisselden hiermee van kant in de oorlog en sloten een offensieve en defensieve alliantie met Frankrijk.
Toen de Tweede Coalitieoorlog tegen Frankrijk in 1799 uitbrak, besloten de Britten en Russen samen de Bataafse Republiek binnen te vallen. De geallieerden hoopten dat deze invasie, die in augustus 1799 in Noord-Holland plaatsvond, een opstand van het Nederlandse volk zou ontketenen die de Bataafse Republiek weg zou vagen en de Oranjes als stadhouders zou herstellen. De prins van Oranje en zijn oudste zoon, de erfprins, probeerde de expeditie te steunen door middel van propaganda en intriges met oranjegezinde officieren. Vooral de vloot stond bekend als oranjegezind. Volgens de Britse generaal Don, die de republiek in juli 1799 verkende, kon het Bataafse vlooteskadron in Den Helder met een beetje geluk zonder slag of stoot in Britse handen vallen.
Om dit doel te bereiken nam de invasievloot een aantal oranje stadhoudersvlaggen en propagandapamfletten met zich mee. Ook een aantal Nederlandse oranjegezinde émigrés, waaronder de prins van Oranje zelf, zeilden mee met de vloot. Een van de oranjegezinde zeeofficieren die bij het uitroepen van de Bataafse Republiek in 1795 de vloot had verlaten, Carel Hendrik Ver Huell, nam contact op met twee van zijn voormalige collega's, Theodorus Frederik van Capellen en Aegidius van Braam. Deze officieren hadden ieder het bevel over een linieschip van het eskader in Den Helder. Hij stelde voor dat ze een muiterij zouden organiseren aan boord van de schepen van het eskader. Het is niet zeker of de twee officieren al voor de dag van het Vlieter-incident actief bezig waren een muiterij te ontketenen.
De invasievloot van zo'n 200 oorlogs- en transportschepen verliet Engeland op 13 augustus 1799. Door slecht weer op zee was het echter onmogelijk de Nederlandse kust te bereiken. Pas op 22 augustus wist de Britse viceadmiraal Mitchell de rede van Den Helder te benaderen, waar het Bataafse eskadron van Story voor anker lag. Mitchell eiste dat Story met zijn schepen naar de kant van de prins van Oranje zou overgaan, maar Story weigerde en liet weten dat hij de Bataafse regering om instructies zou vragen. De Britse schepen trokken zich terug, en in de dagen daarna waren de weersomstandigheden weer slecht.

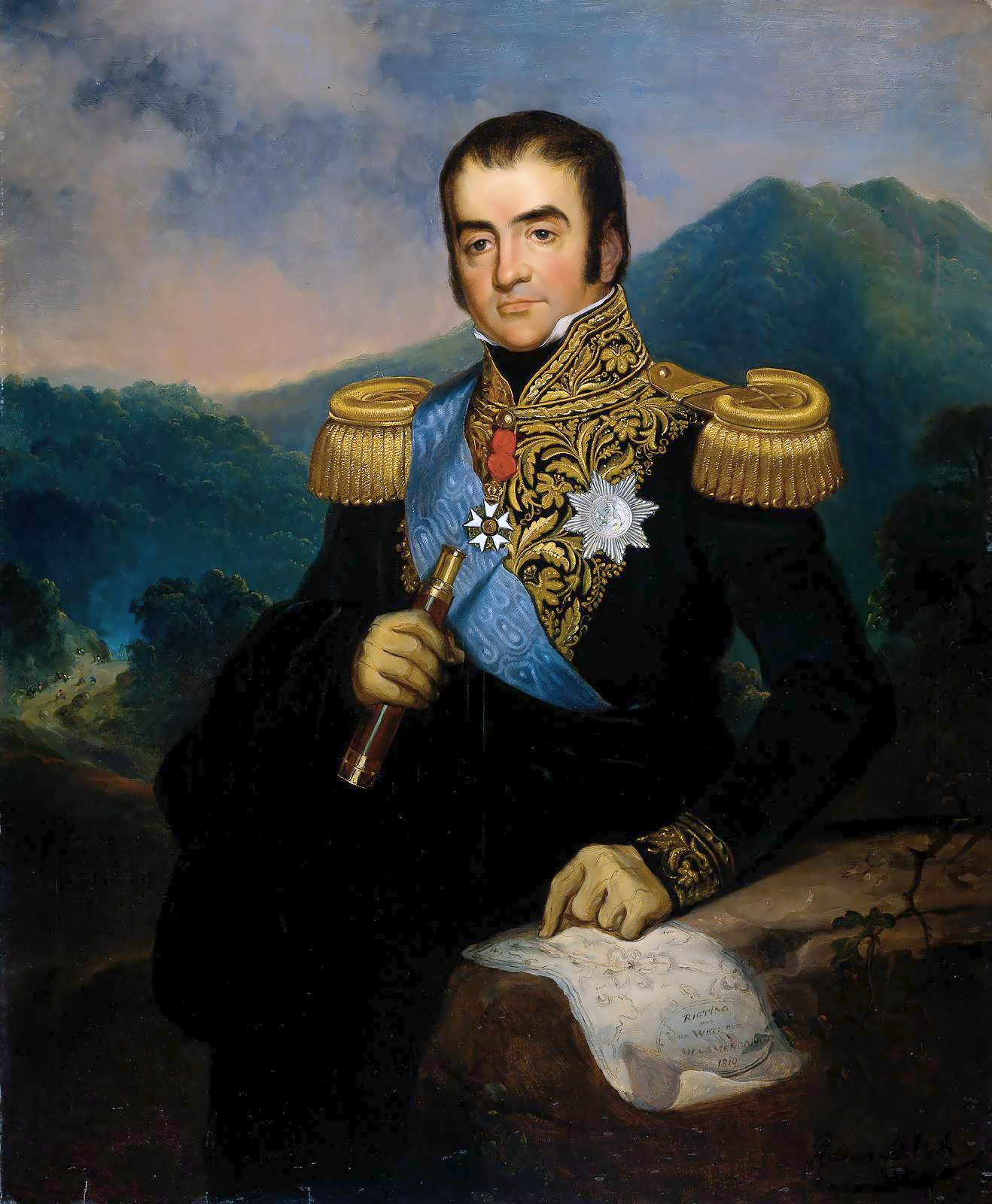
Herman Willem Daendels, 1838

Op 26 augustus kwam een Brits-Russische invasievloot van 11 linieschepen en zeven fregatten aan bij de rede van Texel. De schepen, die de vlag van de prins van Oranje hadden gehesen, begonnen de volgende dag troepen te ontschepen, zonder enige hinder van de Bataafse vloot, die zich had teruggetrokken naar de Zuiderzee. De commandant van de Bataafse landtroepen, generaal Herman Willem Daendels, had na zijn nederlaag in de Slag bij Callantsoog bevel geven aan de garnizoenen van de kustforten van Den Helder om deze forten te verlaten.

## Muiterij en overgave
Op 28 augustus keerde Story met zijn eskadron terug naar de rede van de Vlieter (een vaargeul van en naar de Zuiderzee, in 1932 afgesloten als laatste fase van de aanleg van de Afsluitdijk), waar hij voor anker ging omdat de windrichting het onmogelijk maakte om de Britten aan te vallen. De bemanningsleden van de Bataafse oorlogsschepen konden in de verte de oranje vlaggen zien die waren uitgestoken op de forten en kerktoren van Den Helder, en er brak muiterij uit onder de bemanning van een aantal schepen, waaronder Van Braams schip, de Leyden. Van Braam gaf later toe dat hij makkelijk de muiterij de kop had in kunnen drukken, maar hij deed met opzet niets. Wel lichtte hij Story (die ook op zijn vlaggenschip, de Washington, met muiterij geconfronteerd werd) in over de "gevaarlijke situatie" op de andere schepen van zijn vloot.
Story stuurde de kapitein van zijn vlaggenschip, Van Capellen, en de kapitein van de Cerberus, De Jong, onder witte vlag naar de Britse commandant Mitchell om te onderhandelen. Ze moesten Mitchell laten weten dat de Bataafse vloot van plan was om de Britse vloot aan te vallen, in overeenstemming met de expliciete orders van de Bataafse agent (minister) voor de vloot, Jacobus Spoors, maar dat Story Spoors om verdere instructies had gevraagd en voorstelde te wachten op Spoors' antwoord. Story stelde een tijdelijke wapenstilstand voor om onnodig bloedvergieten te voorkomen. Hij zou later beweren dat dit voorstel vooral bedoeld was om hem genoeg tijd te geven om de discipline aan boord van zijn schepen te herstellen.

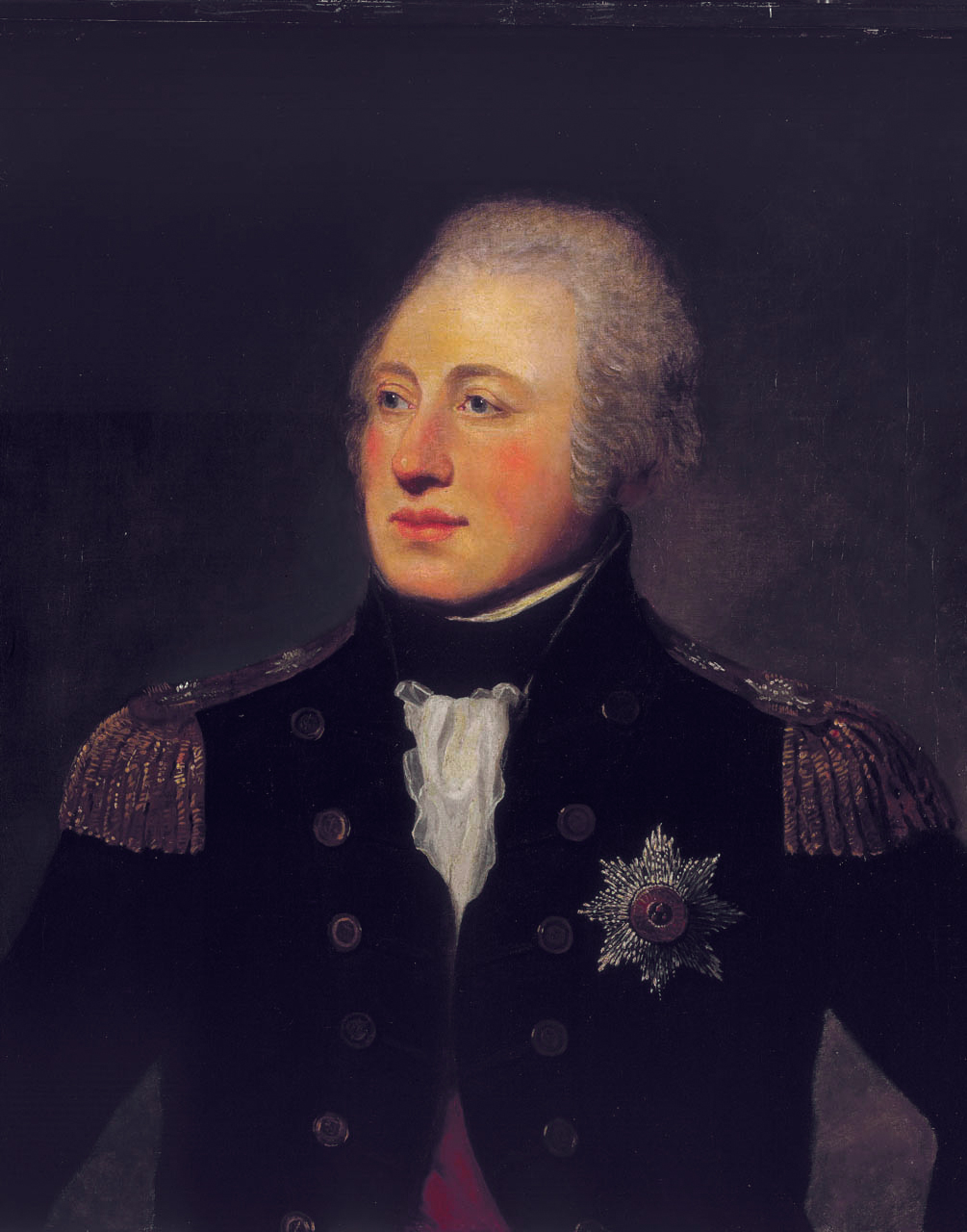
De Britse commandant, Andrew Mitchell, ca. 1800

Mitchell trapte er niet in, voornamelijk omdat de twee Bataafse onderhandelaars eigenlijk de leiders van de muiterij waren. Mitchell gaf Story een ultimatum: hij kreeg een uur om van kant te wisselen en zich met zijn schepen bij de Britse invasievloot te voegen, anders zou hij riskeren aangevallen te worden. Story riep zijn kapiteins samen voor overleg aan boord van zijn vlaggenschip, de Washington. Volgens de Britse officier Frederick Maitland, die aanwezig was bij het overleg aan boord van de Washington als Brits onderhandelaar, deden Van Capellen, De Jong en Van Braam hun best om Story en de andere kapiteins ervan te overtuigen het Britse ultimatum te accepteren. In een brief die hij later aan de Britse generaal Dundas schreef, deed Maitland het verzoek om ".... de meningen en gevoelens uitgesproken door kapiteins Van Capelle, Van Braam en De Jong in aanwezigheid van admiraal Story niet openbaar gemaakt worden en deze officieren hierbij in gevaar komen. Voor u in deze brief, ik geloof dat ik u hiermee juist informeer, dat de eerder genoemde kapiteins hun trouw verklaarden aan de stadhouder en de voormalige regering en hun afschuw van het huidige bewind en hun Franse connecties..."
Al voordat het overleg aan boord van de Washington begon, was er muiterij onder de bemanning van het schip uitgebroken. De bemanning weigerde de kanonnen te bemannen en begon de ammunitie overboord te gooien. Pogingen door Story en Van Braam om met de muiters te onderhandelen hadden geen resultaat. Toen de kapiteins tijdens het overleg gevraagd werd wat de situatie aan boord van hun eigen schepen was, bleek er op alle schepen muiterij uitgebroken te zijn, met uitzondering van de Batavier, die onder commando van kapitein Van Senden stond. De Britten aanvallen was onder deze omstandigheden geen optie. Daarnaast kwamen de kapiteins tot de slotsom dat militaire actie door het eskader de Brits-Russische invasie niet kon voorkomen, aangezien de geallieerde landing al plaatsgevonden had. Kelderen (het met opzet laten zinken van de schepen) leek ook geen optie, omdat de muitende bemanning dit niet zou toestaan. Volgens sommige kapiteins was capituleren zonder tegenstand te bieden de beste optie, omdat de schepen dan in Nederlandse handen zouden blijven: ze zouden niet buitgenomen worden door de Britten maar toevallen aan de stadhouder.
De kapiteins besloten daarom unaniem om de vlag van de Bataafse Republiek te strijken en zichzelf krijgsgevangen te verklaren. Ze weigerden echter de oranje stadhoudersvlag te hijsen. Dat lijkt een onbelangrijk punt, maar het gaf aan dat de officiers niet naar de vijand waren overgegaan. Toen Mitchell de capitulatie accepteerde, deed hij dit in naam van de prins van Oranje, en gaf bevel om de oranje vlag te hijsen, een bevel dat door sommige officieren opgevolgd werd. Dat zou die officieren duur te staan komen, omdat dat later als hoogverraad zou worden bestempeld.
Terwijl de kapiteins aan boord van de Washington met elkaar overlegden, ging de muiterij op hun schepen van kwaad tot erger. Eén officier verdronk, en andere officieren die trouw bleven aan de Bataafse Republiek werden in elkaar geslagen. De Bataafse vlag werd door de muiters aan stukken gescheurd. Bij hun aankomst op de Bataafse schepen herstelden Britse officieren met enige moeite de orde. Na de overgave bezocht de prins van Oranje verschillende schepen en werd juichend ingehaald door de muiters; gek genoeg waren veel bemanningsleden Scandinavische en Duitse huurlingen, die vermoedelijk weinig op hadden met de Oranjes; De prins hoopte zelf het commando over het eskader te nemen, maar de Britten stonden dit niet toe. De bemanningen werden van de schepen afgehaald en de schepen werden door Britse prijsbemanningen naar Engeland gebracht. Wel werden vijf zwaar beschadigde fregatten in Den Helder aan de prins overhandigd. Deze werden bemand met vrijwilligers uit de oude vloot (van voor de Bataafse omwenteling) en weer zeewaardig gemaakt, om in november naar Engeland overgebracht te worden. Een van deze fregatten zonk alsnog bij de overtocht, waarbij enkele bemanningsleden omkwamen.

## Nasleep
Na het vroege succes van de capitulatie bij de Vlieter raakte de Brits-Russische expeditie al snel in problemen. De burgerbevolking van Noord-Holland bleek veel minder oranjegezind dan de prins van Oranje had gedacht. Het Bataafse leger wist, in samenwerking met de Franse troepen in Nederland, de geallieerden te verslaan in de Slag bij Bergen en de Slag bij Castricum. In oktober trokken de geallieerden zich terug uit Noord-Holland; de expeditie was mislukt.

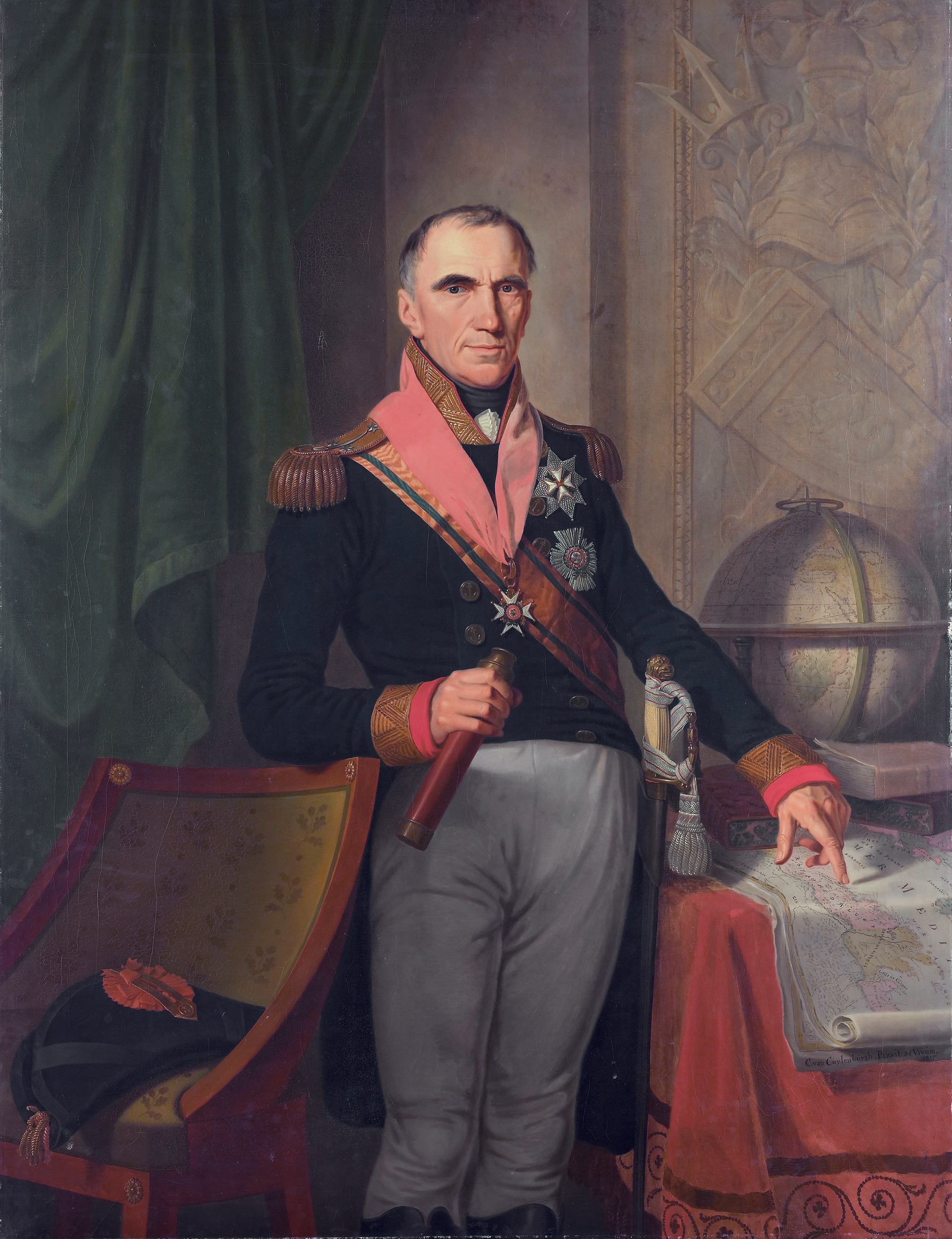
Theodorus Frederik van de Capellen in 1817

Aangezien dit de tweede capitulatie van een Bataafse vloot in korte tijd was (na de capitulatie in de Saldanhabaai in 1796), besloten de Bataafse autoriteiten een Hoge Zeekrijgsraad bijeen te roepen op 8 oktober 1799 om de verantwoordelijke officieren en de muiters te straffen. Omdat deze zich in Engeland ophielden, moest de rechtszaak wachten tot ze weer naar Nederland waren teruggekeerd en voor de Hoge Zeekrijgsraad konden verschijnen. Alleen Story, Van Braam en Van Capellen bleven buiten het bereik van de Nederlandse justitie. Uiteindelijk diende hun zaak bij verstek.
Een kapitein, Nicolaï Connio van de brik de Gier, werd tot de dood veroordeeld en geëxecuteerd aan boord van de Rozenburg op 27 december 1799, tot verbijstering van de andere officieren die berecht werden. Kapitein Dirk Hendrik Kolff van de Utrecht werd ook ter dood veroordeeld, maar wist te ontsnappen voordat zijn executie ten uitvoer gebracht werd.
Kapitein De Jong werd vrijgesproken van hoogverraad wegens gebrek aan bewijs, maar werd wel veroordeeld vanwege plichtsverzuim. Hij kreeg oneervol ontslag en moest een vernederende ceremonie ondergaan, waarbij een zwaard boven zijn hoofd werd gehouden om een symbolische executie uit te beelden. Ook werd hij voor het leven uit Nederland verbannen. De rechtszaak werd daarna tijdelijk stopgezet, in de hoop dat de officieren die zich in het buitenland ophielden alsnog berecht zouden kunnen worden. In juli 1801 werd de rechtszaak weer opgevat met nieuwe aanklachten tegen zeeofficieren die in eerdere gevallen hadden gecapituleerd of hun schip onder andere omstandigheden hadden verlaten. Verschillende officieren werden gestraft als signaal aan het officierskorps dat overgave zonder slag of stoot niet geaccepteerd werd.
In juni 1802 werd de Hoge Zeekrijgsraad vervangen door een permanente rechtbank, de Hoge Militaire Vierschaar. Deze rechtbank nam uiteindelijk de zaken van Story, Van Capellen, Van Braam en Kolff bij verstek in behandeling, nadat duidelijk was geworden dat deze officieren niet naar Nederland zouden terugkeren na de Vrede van Amiens in 1802, toen ze vrijkwamen uit krijgsgevangenschap in Engeland. Ze werden veroordeeld vanwege plichtsverzuim, lafheid en ontrouw. De rechtbank veroordeelde ze ook voor meineed (omdat ze zich niet aan de door hun gezworen eed van trouw zouden hebben gehouden). Ze kregen oneervol ontslag en werden voor het leven uit Nederland verbannen, op straffe van executie (onthoofding in het geval van Story, het vuurpeloton voor de andere drie officieren).

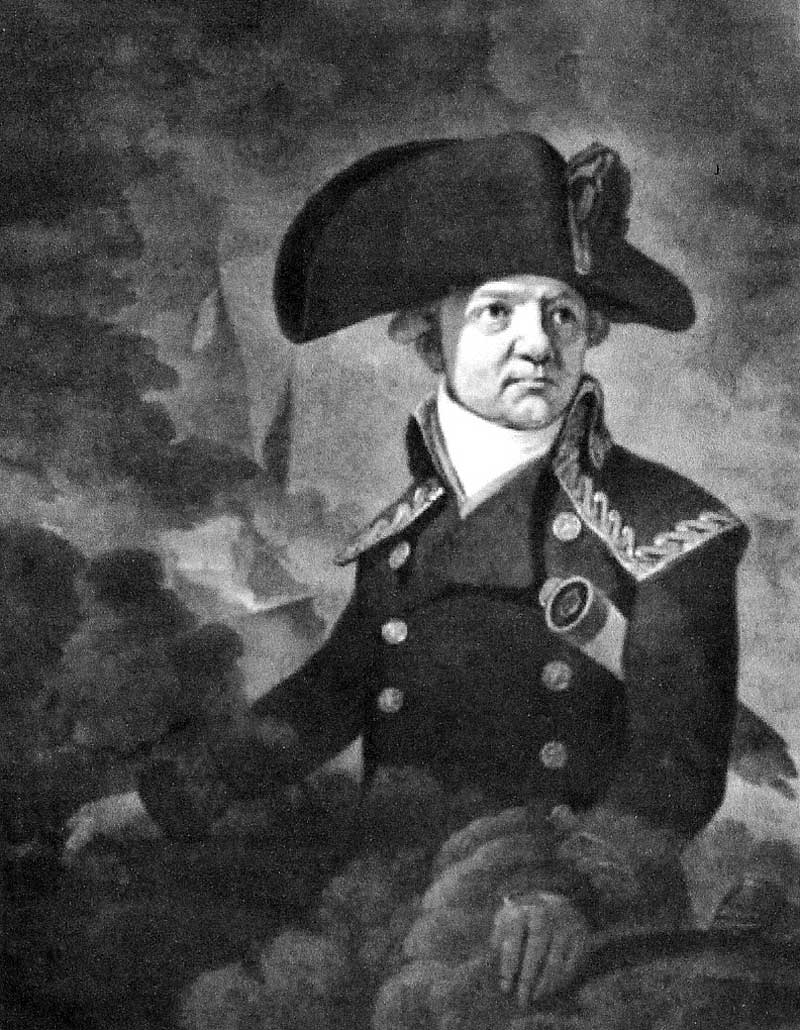
Samuel Story kort voor zijn dood in 1811

Story vertrok naar Duitsland. Daar protesteerde hij tot zijn dood tegen zijn veroordeling. Hij publiceerde zelfs een boek waarin hij zijn verdediging uiteenzette. Story stierf in Kleef in 1811, voordat hij de (enkele jaren later aangetreden) nieuwe koning Willem kon verzoeken om hem te rehabiliteren. De andere drie hadden meer geluk. Ze werden gerehabiliteerd nadat de Oranjes in 1814 weer in Nederland hersteld werden. Van Capellen werd een viceadmiraal in de nieuwe Nederlandse marine en had het commando over een eskadron in de bombardementen op Algiers in 1816.

## Story's eskader
Het eskader van Story omvatte een groot deel van de Bataafse vloot. Daarnaast lagen in Amsterdam twee schepen van respectievelijk 74 en 64 kanonnen voor anker, en in Hellevoetsluis bevond zich nog een schip van 74 stukken, zeven schepen van 64 stukken en een aantal fregatten en brikken.
| Schip      | Kanonnen | Kapitein     | Type                     |
| ---------- | -------- | ------------ | ------------------------ |
| Washington | 74       | Van Capellen | linieschip, vlaggenschip |
| Cerberus   | 64       | De Jong      | linieschip               |
| De Ruyter  | 64       | Huijs        | linieschip               |
| Gelderland | 64       | Waldeck      | linieschip               |
| Leyden     | 64       | Van Braam    | linieschip               |
| Utrecht    | 64       | Kolff        | linieschip               |
| Batavier   | 50       | Van Senden   | linieschip               |
| Beschermer | 50       | Eilbracht    | linieschip               |
| Mars       | 44       | De Bock      | fregat                   |
| Amphitrite | 40       | Schutter     | fregat                   |
| Ambuscade  | 32       | Riverij      | fregat                   |
| Galathea   | 16       | Droop        | brik                     |